# Svampdjur
Svampdjur eller spongier (Porifera) är en stam som innehåller cirka 10 000 arter med vattenlevande, fastsittande djur som kan bli allt från 3 mm till 2 meter. De allra flesta lever i saltvatten medan bara cirka 0,5 procent lever i sötvatten. I Sverige lever drygt 150 arter varav två sötvattensarter.
Svampdjuren är den mest primitiva typen av flercelliga djur där cellerna endast är delvis organiserade i vävnader. Det finns olika typer av celler, exempelvis celler som bildar skelett, medan både muskel- och nervceller saknas. Svampdjuren, som oftast är hermafroditer, fortplantar sig både könligt och könlöst. Trots att svampdjuren är så primitiva så delar de 70 % av sina gener med människan.

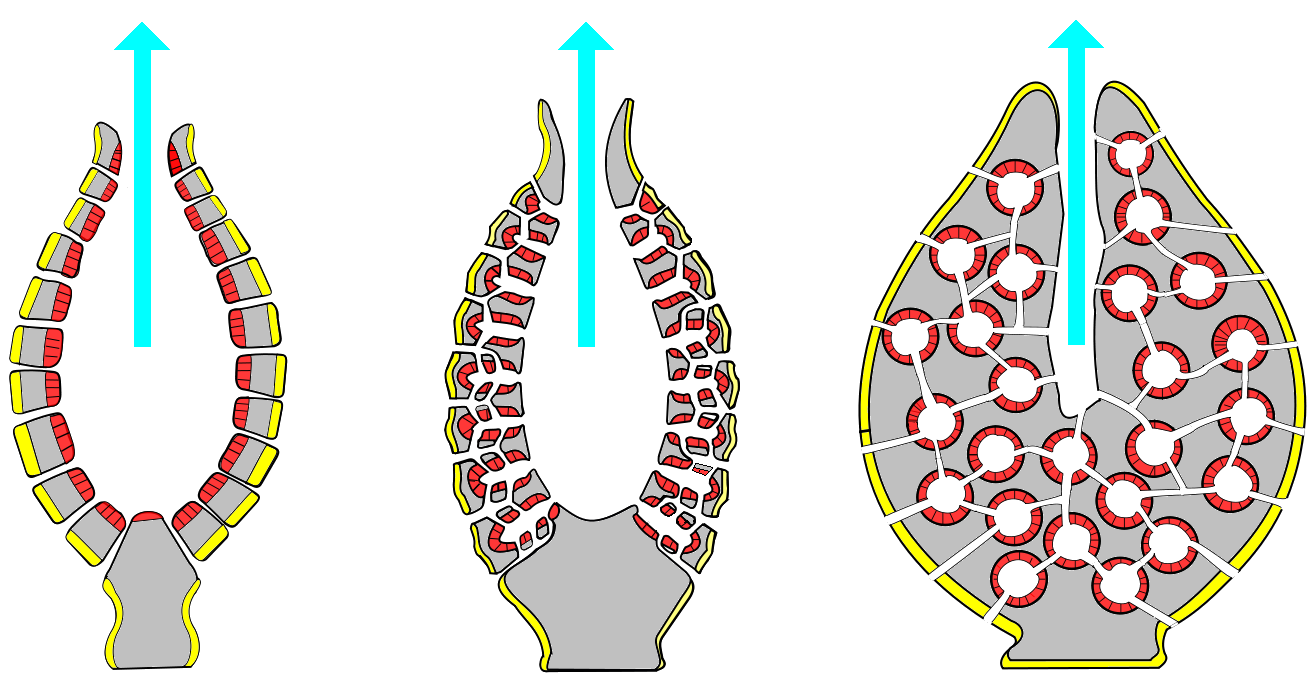

Svampdjuren började utvecklas för 560–650 miljoner år sedan, och flera fossila, numera utdöda former är kända.
Carl von Linné och hans samtida på 1700-talet misstog svampdjuren för växter och klassificerade dem därefter. Först på 1800-talet insåg man att svampdjuren tillhörde djurriket.

## Systematik
Svampdjuren delas in i de fyra klasserna kalksvampar (Calcarea), Homoscleromorpha, horn- och kiselsvampar (Demospongiae) samt glassvampar (Hexactinellida), utifrån uppbyggnad och material i spiklerna (skelettet). Kalksvamparna och korallsvamparna har spikler av kalcit, medan kisel- och hornsvamparna och glassvamparna har kisel som byggnadsmaterial.

## Föda
Svampdjur har inte ett cirkulationssystem, andningsorgan, matsmältningsorgan eller exkretion. Istället förser vattendraget svampdjuret med de funktionerna. Svampdjur får sin näring genom vatten som strömmar genom små porer i kroppsväggen och ut genom en större utströmningsöppning.  Inuti svampdjuret sitter kraggisselcellerna som med hjälp av sina flageller piskar vatten genom svampdjurets hålor ut genom utströmningsöppningen och bildar således en artificiell ström. Upp till 80 procent av svampdjurets föda fångas av kraggisselcellerna. Vattnet bär inte bara med sig näring utan för också bort restprodukter från cellandningen.

## Etymologi
"Svamp" betyder etymologiskt något poröst och fuktigt (jfr. engelska swamp, "träsk", och det besläktade ordet "sump") och svampdjuren har fått sitt trivialnamn av tvättsvampen, som är en produkt som framställs av vissa svampdjursarter (det finns också många syntetiska och vegetabiliska tvättsvampar).